# 云南省楚雄第一中学
25°01′59″N 101°32′44″E / 25.03317°N 101.54549°E
云南省楚雄第一中学（简称楚雄一中），中华人民共和国云南省楚雄彝族自治州楚雄市，是云南省一级一等普通高级中学。

## 沿革
1932年9月，“云南省立楚雄中学”建立，下辖楚雄、牟定、镇南（今南华）、广通、双柏、盐兴、盐丰、姚安、大姚、永仁十县，其前身是1561年（明嘉靖四十年）成立的龙泉书院。第一任校长孟立人。
1961年，学校被划分为省属重点中学。
1962年，学校改名为“云南省楚雄第一中学”。
1993年7月，被认定为首批云南省一级三等完全中学；1997年，晋升云南省一级二等完全中学；2009年1月，晋升云南省一级一等完全中学。

## 文化
- 校训：明德 知行 致远

## 历任校长
| 姓名   | 任期                  | 备注 |
| ------ | --------------------- | ---- |
| 孟立人 | 1932年5月—1936春      |      |
| 毕希德 | 1936春—1940年7月      |      |
| 王克生 | 1940年8月—1943年2月   |      |
| 李伯远 | 1943年2月—1945年6月   |      |
| 范承先 | 1945年7月—1948年6月   |      |
| 曹元涛 | 1948年7月—1950年1月   |      |
| 龙吟   | 1950年4月—1952年11月  |      |
| 杨希孟 | 1952年10月—1960年4月  |      |
| 王美贞 | 1960年4月—1962年6月   |      |
| 张毓吉 | 1983年9月—1988年8月   |      |
| 王因   | 1988年8月—1992年9月   |      |
| 周德才 | 1992年10月—2004年11月 |      |
| 王宇伟 | 2005年3月—2012年3月   |      |
| 刘志杰 | 2012年—2023年8月      |      |
| 陶颖   | 2024年8月至今         |      |

## 校友
- 姜兴长：中华人民共和国最高人民法院副院长
- 刘永新：中国人民解放军十四集团军副军长、成都军区副参谋长、中国人民解放军少将
- 杨明：云南省人大副主任
- 杨应楠：中共云南省委常委、省委秘书长
- 程映萱：云南省人民政府副省长
- 罗黎辉：云南省政协副主席
- 杨光俊：云南大学校长
- 刘焱：南开大学教务长、周恩来研究室主任
- 吴卫民：云南艺术学院院长、党委副书记
- 杨克己：河海大学教授
- 鞠定国：鞍山钢铁公司副总经理
- 李丕倍：武汉钢铁公司副总经理
- 蒋绍敏、蒋绍毅：中国体操运动员
- 苏自芳：亚运会武术冠军
- 张鹏：华纳唱片“音乐新星”